# Grotte del Niño
La Grotte del Niño est un site archéologique contenant des peintures rupestres qui est située sur le territoire de la commune de Aýna, dans la province d'Albacete (Castille-La Manche, Espagne),.
La grotte du Niño se distingue particulièrement pour être l'un des rares sites archéologiques avec des peintures rupestres paléolithiques qui existent au coeur de la Sierra de Alcaraz.
Elle est inscrite sur la liste du patrimoine mondial de l'UNESCO depuis 1998, au sein du groupe Art rupestre du bassin méditerranéen de la péninsule Ibérique depuis 1998. 
Elle est protégée comme Bien d'intérêt culturel depuis 1997 (RI-51-0009648).

## Découverte
Le site a été découvert le 1er mai 1970 et publié en 1971 par Martín Almagro Gorbea dans un long article où les peintures sont décrites en détail. Plus tard, en 1973, une équipe interuniversitaire, formée par les universités de Cambridge et de Londres, dirigée par I. Davidson et dans le cadre du Early Agriculture Research Project, a réalisé une série de travaux archéologiques sur le site. Depuis lors, tant les peintures que le site archéologique ont fait l’objet de divers examens et analyses, et depuis 2008, un projet complet d’examen du site a été mené, y compris l’art rupestre paléolithique.

## Description
La cavité a généralement une forme ovale, avec un développement d'environ 30 m. Cependant, la présence d'un spéléothème significatif permet de parler de deux zones principales. La première est formée par le vestibule, la zone sombre qui suit immédiatement l’entrée. Dans cette salle, le sol est assez régulier, formé d'un sédiment argileux rougeâtre. Séparé de cette première salle par la formation stalagmitique, on trouve une deuxième zone, dont la morphologie est beaucoup plus complexe, en raison de la présence de gros blocs provenant d'éboulements et de l'existence d'un cône de débris. La topographie de la grotte est complétée par d'autres zones plus petites et quelques galeries latérales peu développées. 
L'accès à la cavité se fait par une ouverture basse, car elle est partiellement remplie. L'embouchure s'ouvre sur un abri sous roche d'environ 10 m de long, situé au pied d'une falaise, et devant une petite terrasse.

## Peintures rupestres

### Art paléolithique

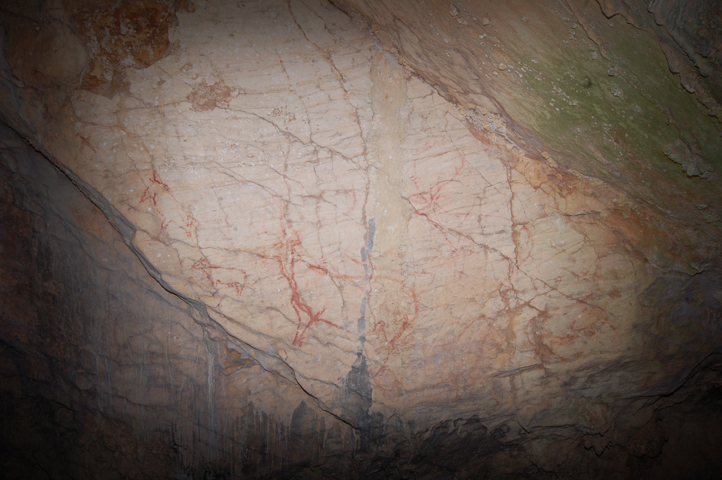
Détail d'un panneau.

La grotte du Niño est l'un des rares exemples connus d'Arte paleolítico (es) à l'intérieur de la péninsule, ce qui lui confère une importance particulière. À l'intérieur de la Meseta se trouvent d'autres groupes remarquables avec des gravures rupestres, comme la grotte de Los Casares, la grotte de la Griega ou le groupe des Sites d'art rupestre préhistorique de la vallée de Côa au Portugal. Cependant, il existe de nombreux exemples de sites avec des peintures pariétales dans l'arc méditerranéen du sud-est de la péninsule  comme la grotte du Parpalló, la grotte des Maravillas, la grotte de Nerja, la grotte de la Pileta ou la grotte d'Ardales.

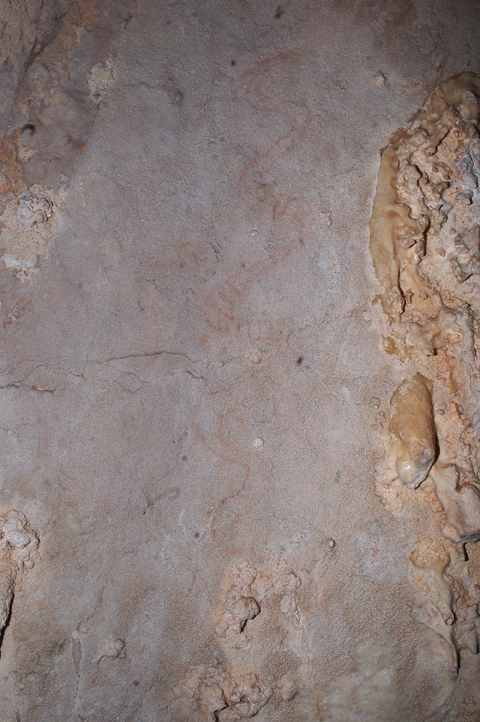
Vue partielle de la figure du serpent de la Cueva del Niño.

Les peintures appartiennent au Paléolithique supérieur (entre 40 000 ans à environ 10 000 ans av. J.-C. Durant cette période, qui se situe dans le Pléistocène supérieur, les conditions climatiques étaient plus froides et plus sèches qu'aujourd'hui, car ce fut la dernière période glaciaire qu'ait connue notre planète. Les sociétés humaines de cette époque seraient des chasseurs-cueilleurs nomades, communément appelés homme de Cro-Magnon. La récente datation au carbone 14 d'un fragment d'os trouvé lors de la fouille de 1973 et provenant des vestiges d'un foyer situé juste au pied du panneau principal de peintures paléolithiques a permis de proposer un âge d'environ 27 000-28 000 ans  pour ces figures, ce qui les placerait dans la période gravettienne, attribution qui serait cohérente avec ce qui a été observé dans d'autres régions de la péninsule ibérique. Cela signifie que les peintures (ou du moins certaines d'entre elles) auraient une chronologie plus ancienne que celle proposée par les travaux précédents, basée exclusivement sur le système stylistique Leroi-Gourhan, ce qui les placerait au Solutréen et/ou au Magdalénien.

### Art levantin
À l'extérieur de la grotte, dans l'abri sous roche formé par l'embouchure, se trouvent également plusieurs peintures préhistoriques,  plus précisément plusieurs figures humaines spatialement interreliées et formant un ensemble très particulier, selon des études récentes. La figure humaine, tant masculine que féminine, est la contribution la plus singulière et la plus authentique de l'art levantin (Art schématique ibérique, une expression exclusivement picturale, figurative, monochrome, plate, avec une technique unique, utilisant les plumes d'oiseaux comme instruments et obtenant le soi-disant trait de plume levantin.

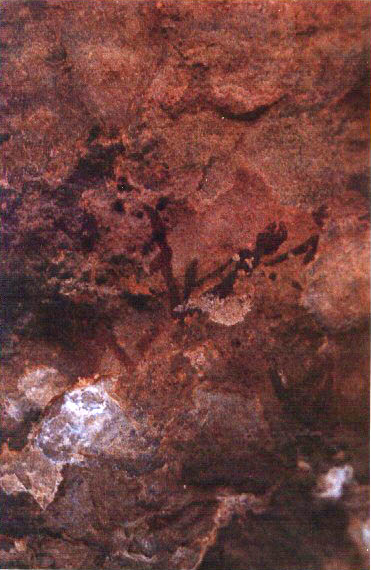
Peintures de style levantin de la Cueva del Niño.

Comme tout l'art rupestre préhistorique, ces motifs correspondent aux actions de croyance des derniers groupes de chasseurs-cueilleurs de l'Épipaléolithique (10 000-6 500 ans avant le présent) - tels que la grotte de la Vieja (Alpera), le noyau de Minateda (Hellín), celui de Barranco Segovia et Cerro Barbatón (Letur) et Solana de las Covachas et Torcal de las Bojadillas (Nerpio), entre autres - dans les derniers moments de leur développement, ils ont coïncidé avec les groupes néolithiques qui avaient des croyances différentes, exprimées à travers un art abstrait, connu sous le nom d'Art Schématique (6 500 ans avant le présent).